# 가막살나무속

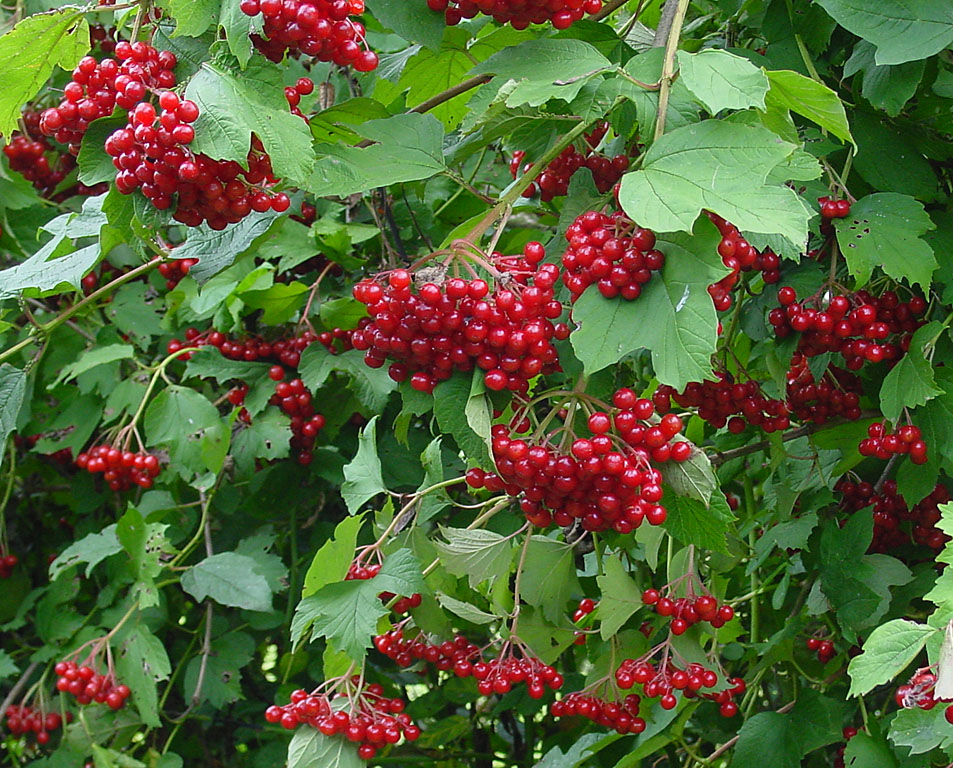
양백당나무 과실

가막살나무속(Viburnum)은 모스카텔과(Adoxaceae)에 속하는 꽃 피는 식물 약 150~175종의 속이다. 현재 분류는 분자 계통발생에 기초한다. 이전에는 인동덩굴과 Caprifoliaceae에 포함되었다.
회원 종은 상록수 또는 낙엽 관목 또는 (몇몇 경우에) 온대 북반구 전역에 자생하는 작은 나무이며, 일부 종은 남미와 동남아시아의 열대 산간 지역까지 확장된다. 아프리카에서는 속이 아틀라스 산맥에 국한되어 있다.